# Czernichów (województwo śląskie)

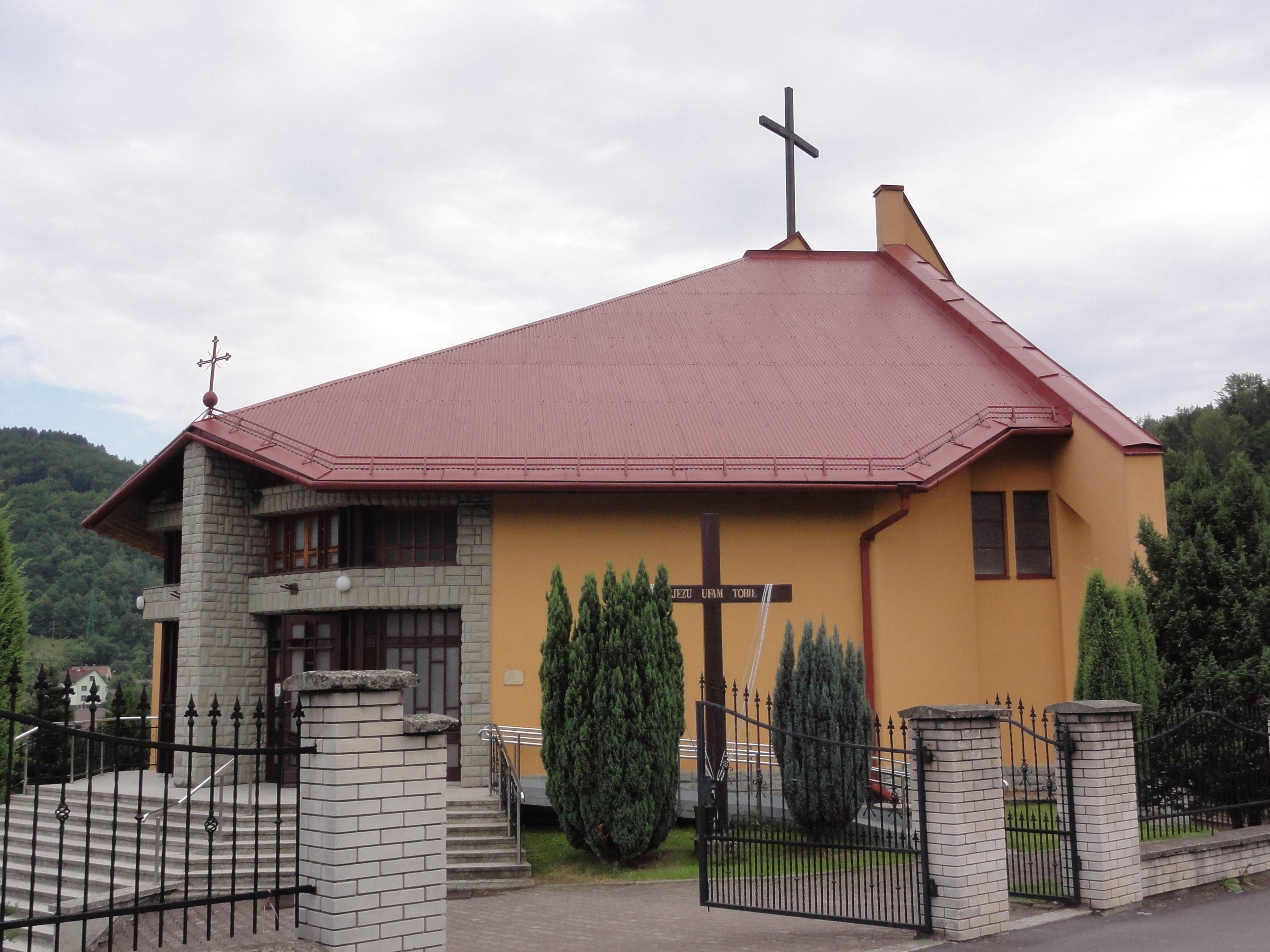
Kościół

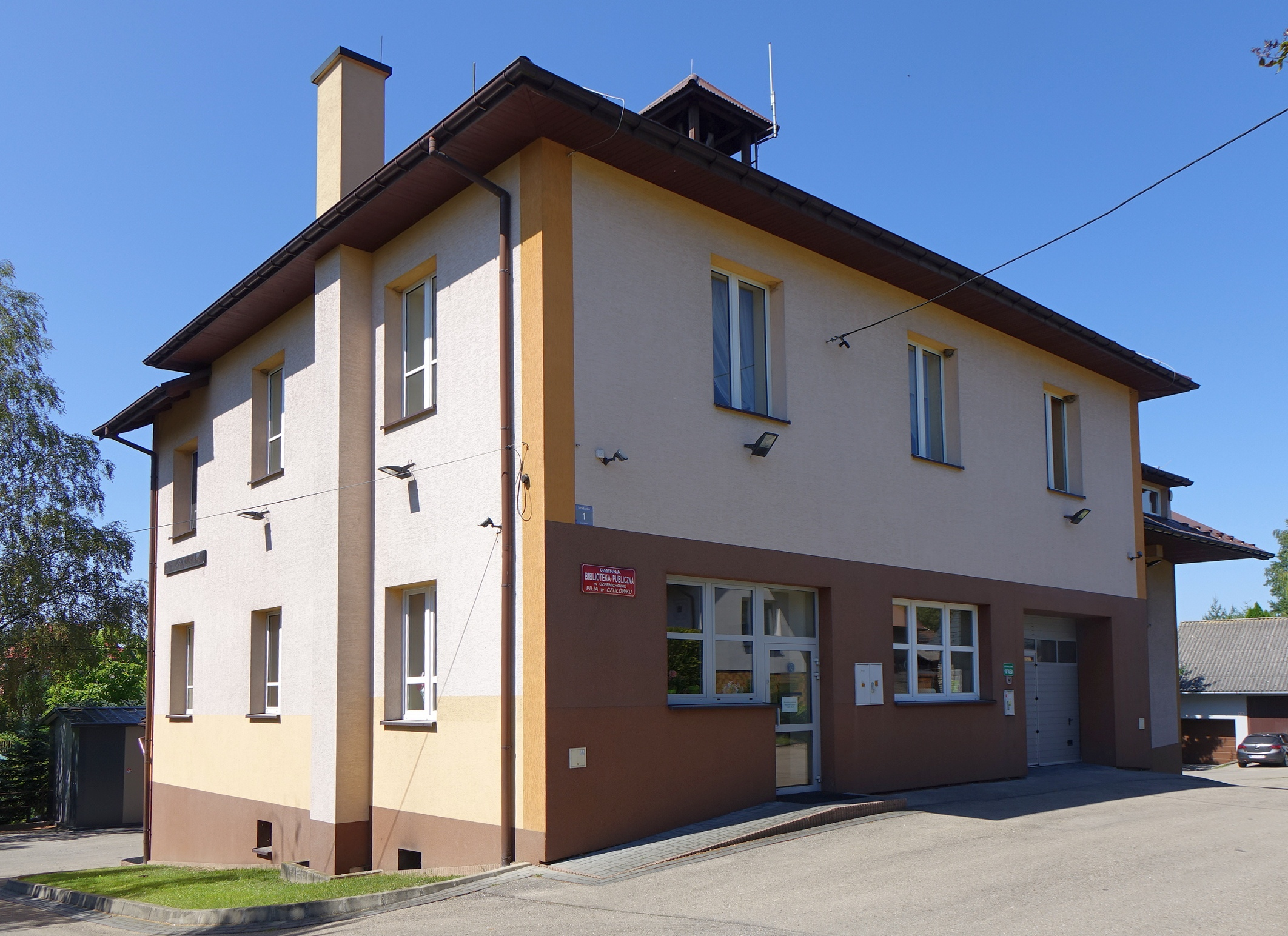
Biblioteka publiczna

Czernichów – wieś w Polsce, położona w województwie śląskim, w powiecie żywieckim, w gminie Czernichów. Powierzchnia sołectwa wynosi 788 ha, a liczba ludności 1111, co daje gęstość zaludnienia równą 141 os./km².
Miejscowość rozłożona jest po obu stronach rzeki Soły, w pobliżu zapory Tresna, w dolinie potoku Roztoka, na stoku Suchego Wierchu.
W latach 1975–1998 miejscowość administracyjnie należała do województwa bielskiego. Czernichów jest miejscowością partnerską brytyjskiego miasta Bicester.
Punkt wyjścia szlaków turystycznych:
 szlak zielony – do Łodygowic,
 szlak niebieski – z Lipnika przez Magurkę Wilkowicką, Czupel do Czernichowa i dalej do Przełęczy Cisowej w Beskidzie Andrychowskim.

## Nazwa
O genezie nazwy pisał Andrzej Komoniecki w „Dziejopisie Żywieckim”:
„Czernichów, od lasu tak nazwanego Czernichów, albo że w tym lesie świnie czarne, dzikie chowały się”.

## Historia
Miejscowość była częścią Księstwa oświęcimskiego. W 1564 roku wraz z całym księstwem oświęcimskim i zatorskim leżała w granicach Korony Królestwa Polskiego, znajdowała się w województwie krakowskim w powiecie śląskim. Po unii lubelskiej w 1569 księstwo Oświęcimia i Zatora stało się częścią Rzeczypospolitej Obojga Narodów w granicach, której pozostawało do I rozbioru Polski w 1772. Po rozbiorach Polski miejscowość znalazła się w zaborze austriackim i leżała w granicach Austrii, wchodząc w skład Królestwa Galicji i Lodomerii.
Pierwsza wzmianka o wsi Czernichów pochodzi z 1581 roku. Znajduje się ona w dokumencie dóbr żywieckich, których właścicielem był Krzysztof Komorowski. W 1608, po jego śmierci, dobra te zostały podzielone na trzy tzw. państwa: żywieckie, suskie i ślemieńskie. Właścicielem państwa żywieckiego został najstarszy syn Krzysztofa, Mikołaj Komorowski (1578-1633), znany jako okrutnik, hulaka i zdzierca. Za jego panowania notowane było największe natężenie ruchu osadnicznego i rozwój folwarków. Czernichów należał do folwarku założonego w Starym Żywcu. Mikołaj Komorowski, zakładając w 1608 roku folwark, zlikwidował tam część ról kmiecych, a ich dotychczasowych użytkowników przeniósł za dział i tak powstała nowa wieś Zadziele. Do folwarku staro-żywieckiego należały wsie: Zabłocie, Zadziele, Zarzecze, Czernichów, Międzybrodzie i Tresna (od roku 1626).
W 1715 roku wieś Czernichów notowana była jako „powoźna, klucza starożywieckiego”. We wsi osiedlonych było 12 rolników, młynarz i trzech zagrodników. Rolnicy osiedleni byli na półrolkach, posiadali po 4 konie, odrabiali pańszczyznę po 2 dni tygodniowo i rocznie po 4 dni powabne (na wewanie, do pilnych prac). Płacili też podatki i składali daniny. Rolnikami byli: Łukasz Wolf, Witek Furtak, Tomasz Szarapka, Janek Kliś, Paweł Kliś, Macije Ziema, Paweł Hankus, Jacek Trojak, Grześ Ryczko, Witek Hankus, Stanisław Zema, Bartek Haręźlak. Młyynarzem był Jan Płoskonka, a zagrodnicy to: Jakubsz Godzieszka, Klimek Hankus i Tomek Godzieszka. W dzisiejszym Czernichowie nie mieszkają już Szarpakowie, a ówczesny Zema to najprawdopodobniej dzsiejszy Zemczak, Ryczko to Ryczek. Nie było żadnych Nowaków, chociaż istnieje przysiółek o tej nazwie.
11 maja 1975 został tu odsłonięty pomnik upamiętniający mieszkańców gminy, którzy ponieśli śmierć w wyniku II wojny światowej.

## Zabytki[9]
- murowana kapliczka z XVIII wieku z figurami Jezusa Nazaretańskiego i świętego Jana Nepomucena,
- drewniana dzwonnica loretańska z XVIII w. o konstrukcji słupowej, z nakryciem gontowym,
- przydrożne figury barokowe: z 1781 r. oraz z 1848 roku, ufundowana przez Mikołaja Furtaka,
- remiza strażacka.

### Inne
- W centrum wsi znajduje się pomnik poświęcony mieszkańcom gminy Czernichów poległym podczas II wojny światowej.